# Куглер (тауншип, Миннесота)
Куглер (англ. Kugler) — тауншип в округе Сент-Луис, Миннесота, США. На 2000 год его население составило 200 человек.

## География
По данным Бюро переписи населения США площадь тауншипа составляет 92,3 км², из которых 91,6 км² занимает суша, а 0,7 км² — вода (0,73 %).

## Демография
По данным переписи населения 2000 года здесь находились 200 человек, 71 домохозяйство и 51 семья.  Плотность населения —  2,2 чел./км².  На территории тауншипа расположено 93 постройки со средней плотностью 1,0 построек на один квадратный километр. Расовый состав населения: 96,50 % белых, 0,50 % азиатов, 1,00 % c Тихоокеанских островов, 1,00 % — других рас США и 1,00 % приходится на две или более других рас. Испанцы или латиноамериканцы любой расы составляли 3,50 % от популяции тауншипа.
Из 71 домохозяйства в 40,8 % воспитывались дети до 18 лет, в 63,4 % проживали супружеские пары, в 2,8 % проживали незамужние женщины и в 26,8 % домохозяйств проживали несемейные люди. 21,1 % домохозяйств состояли из одного человека, при том 9,9 % из — одиноких пожилых людей старше 65 лет. Средний размер домохозяйства — 2,82, а семьи — 3,25 человека.
26,5 % населения — младше 18 лет, 10,0 % — в возрасте от 18 до 24 лет, 31,0 % — от 25 до 44, 25,5 % — от 45 до 64, и 7,0 % — старше 65 лет. Средний возраст — 39 лет. На каждые 100 женщин приходилось 115,1 мужчин.  На каждые 100 женщин старше 18 приходилось 122,7 мужчин.
Средний годовой доход домохозяйства составлял 44 167 долларов, а средний годовой доход семьи —  49 063 доллара. Средний доход мужчин —  47 750  долларов, в то время как у женщин — 30 625. Доход на душу населения составил 16 601 доллар. За чертой бедности находились 14,0 % семей и 12,8 % всего населения тауншипа, из которых 13,7 % младше 18 лет.